# M16
M16 je tudi Orlova meglica v astronomiji.
M16 (Rifle, Caliber 5,56 mm, M16) je ameriška jurišna puška kalibra 5,56x45 mm, ki jo je za potrebe vojske ZDA leta 1955 razvil Eugene Stoner v podjetju ArmaLite/Colt. Puška je prišla v uporabo leta 1961, dve leti pozneje pa so jo prevzele ameriške enote v Vietnamu. Zaradi svojega nenavadnega videza in številnih plastičnih sestavnih delov, puška na vojake ni naredila močnega vtisa. Zaradi slabega vzdrževanja in negostoljubnega tropskega podnebja so se pojavile številne težave pri delovanju orožja, ki so vojake v kritičnih trenutkih dostikrat stale življenja. Sledile so izboljšave in usposabljanja za pravilno vzdrževanje in uporabo orožja s čimer je bilo večino težav odpravljenih. Puška se je nato v Vietnamu odlično izkazala tako, da je do leta 1969 v celoti nadomestila zastarelo puško M14, v naslednjih letih pa so jo uvedli v uporabo še v celinski ZDA, Evropi in Južni Koreji. Danes puško M16 ter številne njene izpeljanke uporablja več kot 70 držav po vsem svetu. Od  leta 1961 do danes je bilo izdelanih okoli 8 milijonov puška M16 ter njenih kopij kar puško uvršča med najbolj razširjeno puško v kalibru 5,65 mm.

## Zgodovina razvoja
Po koncu druge svetovne vojne so Američani ustanovili poseben raziskovalni oddelek z namenom, da razišče različne učinke orožja in poškodbe med vojaki v bitki. Med raziskavami je bilo pregledanih vek kot 3 milijone različnih vojnih poročil iz prve in druge svetovne vojne. Iz teh so raziskovalci potegnili naslednji zaključek. Večina bojev v sodobnih vojnah poteka na kratkih razdaljah do 400 m, kdo bo zmagovalec v bitki pa je v veliki meri odvisno od števila izstreljenih nabojev. Ugotovili so tudi, da je vojak v boju v veliki verjetnosti zadet po naključju, saj ta med bitko ne miruje ampak se neprestano giblje kar nasprotniki izredno otežuje merjenje. To pomeni, da je med bitko na nasprotnika za en sam zadetek potrebno izstreliti veliko količino nabojev. Analize so tudi pokazale, da je v boju svoje orožje uporabilo samo dve tretjini vojakov. Iz vsega tega so potegnili zaključek, da sodoben vojak v boju potrebuje natančno avtomatsko orožje ter veliko količino streliva. Pritem pa se je pojavila težava.

### Razvoj streliva
Ameriška vojska je za svojo M14 uporabljala strelivo kalibra 7,62x51 NATO. Strelivo je bilo sicer močno in izredno učinkovito na večje razdalje, vendar pa je bilo hkrati tudi težko. V skladu z novo vojaško doktrino avtomatskega streljanja, bi moral vojak  s seboj prenašati večjo količino streliva, kar bi enormno povečalo težo in še dodatno obremenilo že tako obremenjenega vojaka. Zaradi težje krogle je bil odsun orožja večji, avtomatsko streljanje pa težavno. Poleg tega za boj od blizu ni potrebno tako močno strelivo. Zato je bilo kaliber orožja nujno zmanjšati.
Sredi petdesetih let 20. stoletja so začeli inženirji iskati novo strelivo, ki bi nadomestilo razmeroma močne in zato tudi težje naboje kalibra 7,62 x 51 mm. Po seriji balističnih preizkusov, za katere so zmanjšali kaliber naboja in povečali razmerje njegovega smodniškega polnjenja, so ugotovili, da še največ obeta naboj kalibra 5,56x45 mm. Čeprav to strelivo meji že na malokalibrsko, je njegov učinek na sovražnika dosti hujši, saj težo nadomešča večja hitrost krogle. Ko ta zadane, hkrati razpade, njena energija pa se prenese na telo v obliki hidrostatičnega sunka, ki poškoduje okoliško tkivo in bližnje organe. Posledica majhne mase krogle je tudi njeno prevračanje ob vstopu v telo, kar poveča poškodbe

### Razvoj puške
Leta 1954 je  Eugene Stoner v novonastalem podjetju ArmaLite začel razvijati novo revolucionarno puško poimenovano AR-10. Namesto tradicionalnega jekla in lesa, ki se je uporabljalo pri izdelavi orožja je ta uporabil titan, aluminij in plastiko ojačano s steklenimi vlakni. Poleg materiala se je razlikovala tudi zasnova orožja. Merki so bili dvignjeni na višino strelčevega očesa, kopito pa je bilo poravnano s cevjo kar je strelcu med avtomatskim ognjem omogočalo dosti večji nadzor nad orožjem. Dodan je bil tudi pištolski ročaj. Orožje je imelo še eno veliko prednost ki je bila vojakom še posebej všeč, bilo je skoraj kilogram lažje od svojih predhodnikov. Žal pa se na testiranjih v kalibru 7,62 mm ni izkazala (kasneje sta dokaj uspešno puško uporabljali Portugalska in Sudan). Stvari so se nekoliko izboljšale s predelavo na kaliber 5,56 mm (oznaka puške AR-15), vendar le začasno. Med testiranji je prihajalo do nenehnih tehničnih težav, ki so bile dostikrat povezane tudi z nepravilno uporabo orožja. Vse to je povzročilo, da so stroški razvoja in odpravljanja napak vrtoglavo narasli. Lastniki si takih stroškov niso morali več privoščiti zato so decembra 1959 pravice za izdelavo puške prodali Coltu. Ta je na puški odpravil nekatere napake in jo ponudil vojski. Generali so bili nad njo navdušeni zato so jo leta 1961 in 1962 poslali na testiranja v Vietnam kjer se je odlično izkazala, čeprav so hkrati nazaj prihajala tudi določena opozorila o tehničnih težavah ki pa so bila prezrta.
Sledile so politične akrobacije za uvedbo nove t. i. univerzalne puške vojske ZDA. Leta 1963 je vojska naročila 85.000 pušk za Vietnam pod oznako M16. Te so tja v večjem številu prišle šele leta 1965. Vojakom njihov prihod ni ostal v lepem spominu. Puške so se v ekstremnih razmerah izkazale kot izredno nezanesljive in občutljive na umazanijo, kljub zagotovilom proizvajalca da so samočistilne in da potrebujejo malo ali skoraj nič vzdrževanja. Marsikaterega vojaka je ta lahkomiselnost stalo življenja. Velik problem  je predstavljalo tudi novo strelivo, ki ga je kronično primanjkovalo. Poleg tega pa je to strelivo uporabljalo še napačen smodnik, ki je pri izgorevanju povzročal več oblog na notranjih delih orožja in povzročal zastoje. Slabo so bili izdelani tudi nekateri vitalni deli orožja. Svoje je prinesla tudi uporaba cenenih nabojnikov, v katerih se je strelivo zatikalo. Do leta 1967 so bile napake odpravljene, vojaki pa so se naučili pravilno vzdrževati in uporabljati orožje. Kljub temu pa je puška ostala na slabem glasu vse do današnjih dni čeprav je zdaj to ena izmed najboljših pušk na svetu.
Do danes so izdelali okoli 8 milijonov pušk M16 v več kot nekaj ducat izvedbah. Puško uporablja več kot sedemdeset držav povsem svetu, zelo priljubljena pa je tudi pri različnih kriminalnih združbah in uporniških skupinah.

## Konstrukcija
Ohišje puške je izdelano iz aluminijeve zlitine 7075, cev, zaklepišče in zaklep so iz jekla, pištolski ročaj, kopiti in kopišček pa so plastični. Prve puške so tehtale 2,9 kg, poznejše verzije pa so zaradi različnih modifikacij tehtale okoli 3,9 kg. Premer cevi se z dolžino spreminja, tako da ima konec cevi večji premer kot njen začetek. Kopito je plastično in vsebuje povratno vzmet. Ta ima dve funkciji, deluje kot povratna vzmet in kot blažilec povratnih sunkov ob streljanju. Zgornji del kopita je poravnan s cevjo, kar uporabniku omogoča dosti bolj natančno streljanje pri avtomatskem in polavtomatskem ognju. Na vrhu zaklepišča ima puška ročaj, kar je velika značilnost te puške,  vendar se v praksi redkokdaj uporablja. Na ročaju je nameščen tudi zadnji mehanski merek za merjenje po smeri. Starejši modeli so imeli na cevi plastično obloga ki je strelcu med streljanjem in merjenjem omogočala držanje za cev. Novejši modeli imajo namesto obloge nameščeno t. i. pikatinijevo letev, ki na orožje omogoča pritrditev raznovrstne dodatne opreme (optika, laserji, svetilke, …).
Osnovni merki so mehanski, sprednji je namenjen merjenju po višini, zadnji pa za merjenje po smeri. Merka sta dvignjena na višino očesa, kar strelcu omogoča lažje in bolj natančno merjenje do razdalje 500 m. Velik problem pri merjenju je paralaksa, ki jo mora strelec odpraviti tako, da na razdaljah od 15 do 20 metrov meri nekoliko višje.
Puška se polni z okvirjem po 20 ali 30 nabojev.

## Delovanje
Tako kot vse sodobne puške tudi M16 deluje na principu odvoda smodniških plinov. Ti se odvzamejo skozi luknjico na vrhu cevi in preko plinskega bloka, ki je hkrati tudi sprednji merek, po plinski cevki, ki se nahaja nad cevjo, potujejo do nosilca zaklepa v zadnjem delu orožja, in ga nato potisnejo nazaj. Dolžina plinske cevke omogoča ustezno silo za delovanje mehanizma, vendar ob ne previsokem tlaku, ki bi lahko povzročil prehitro obrabo delov. Ta izvedba ima prednost, da je masa gibajočih se delov maksimalno zmanjšana, kar v primerjavi z uporabo plinskega bata pomeni manjši odsun in posledično večjo natančnost streljanja. Slabost tega sistema pa je, da smodniški plini vstopijo tudi v gibljive dele orožja (zaklep, sprožilni mehanizem), kjer tvorijo usedline, ki sčasoma lahko povzročijo zastoj. 
Puška vsebuje vrtljivi zaklep s 7 zobmi, ki se v zaprtem stanju zataknejo v podaljšku cevi, na katerem so utori. Ob strelu utor na nosilcu zaklepa povzroči, da se zaklep zavrti in s tem odklene, nato pa ga nosilec zaklepa izvleče. Ob gibanju nazaj zaklep izvleče tulec naboja in ga izvrže skozi odprtino na desni strani. Vzmet v kopitu poskrbi, da se nosilec zaklepa skupaj z zaklepom vrne v prednji položaj, med vračanjem ta iz okvirja pobere nov naboj in ga potisne v cev. Puška je nato pripravljena na nov strel. Orožje se polni preko napenjalne ročice, ki se nahaja za ročajem puške. To je še ena velika značilnost te puške, saj imajo po navadi ostale puške napenjalno ročico ob straneh.
Puška ima na desni strani dodan tudi poseben gumb, ki strelcu omogoča ročno zapiranje zaklepa, v kolikor se ta zaradi prisotnosti umazanije ali počasnega spuščanja napenjalne ročice (z namenom zmanjšati zvok, ki ga povzroča zaklep) ne zapre do konca. Prve verzije puške tega gumba niso imele, zaradi česar je bilo zastoj bistveno težje odpraviti.
Puška deluje v polavtomatskem in avtomatskem načinu. Prvi način je tudi osnovni način delovanja orožja. Temu je prilagojen tudi selektor ognja. Ta ima tri položaje: SAFE (orožje je zavarovano), SEMI (polavtomatski način delovanja), AUTO (avtomatski način delovanja). Nekatere verzije namesto načina AUTO uporabljajo način BURST, ki s pomočjo mehanskega števca v sprožilnem mehanizmu omogoča trostrelni rafal. Med bojnim delovanjem je priporočana uporaba polavtomatskega načina saj se tako poveča natančnost streljanja hkrati pa se zmanjša možnost zastoja orožja, ki je še vedno razmeroma velik problem te puške.

## Predstavniki družine
- pred proizvodni model AR-15
- AR-15 (Colt Models 601 & 602)
- XM16E1 in M16 (Colt Model 603)
- M16A1 - osnovna različica
- M16A2 - nadgradnja z BURST funkcijo
- M16A3 - M16A2 ali A4 z avtomatskim delovanjem
- M16A4 - modernizirana različica M16A2
- M4 Karabinka - karabinska različica

## Puške, izdelane na osnoviM16
- Colt Model 655 in 656 ostrostrelna puška
- XM177
- XM177E1
- XM177E2
- Colt Model 733
- M231 Firing Port Weapon (FPW)
- Mk18 Mod 1
- Mk18 Mod 1
- Mk12 SPR
- M4 carbine
- M4A1 carbine
- C7 in C8
- C7 LSW
- Colt SMG
- HK416
- HK417
- SR16
- KS47
- Colt IAR
- LaFrance Specialties M16K
- CMMG Mk4
- CMMG Mk47
- CMMG Mk57
- Soyuz-TM STM
- LaRue Tactical OBR

## Uporabniki
- Afghanistan[10]
- Avstralija[11] (M16A1) (zamenjal Steyr AUG leta 1989)
- Bangladeš: (uporablja jo vojska in posebne protiteroristične enote)[12]
- Barbados[13]
- Belize[13]
- Bolivija[13]
- Bosna in Hercegovina
- Brazilija[13]
- Brunei[13]
- Kambodža[14][15] (M16A1)
- Kamerun[13]
- Kanada: uporablja verzijo C7[16]
- Čile[13]
- Kostarika[17]
- Demokratična republika Kongo[14]
- Danska[13]
- Dominikanska republika[13]
- Vzhodni Timor[18]
- Ekvador[13]
- Salvador[13]
- Estonija[19]
- Eritreja
- Fidži[13]
- Francija[13]
- Gabon[13]
- Gana[13]
- Grčija[13]
- Grenada[13]
- Guatemala[14]
- Haiti[14]
- Honduras[20]
- Indija[13]
- Indonezija[13]
- Irak: iraška vojska[21]
- Izrael[22]
- Jamajka[13]
- Jordanija[13]
- Libanon[14]
- Lesoto[13]
- Liberija[14]
- Latvija[23]
- Malezija[13]
- Mehika[13]
- Monako[navedi vir]
- Maroko[13]
- Nova Zelandija[13] (nadomestil Steyr AUG leta 1988)
- Nepal[24]
- Nizozemska: uporablja kanadsko verzijo C7 [16]
- Nikaragva[13]
- Nigerija[13]
- Oman[13]
- Pakistan: posebne enote pakistanske vojske[25]
- Panama[13] (M16A1)
- Peru[13]
- Filipini: licenčna proizvodna[13]
- Katar[13]
- Senegal[26]
- Singapur: licenčna proizvodnja[14]
- Somalija[13]
- Južna Afrika[13]
- Južna Koreja: licenčna proizvodnja[13]
- Šrilanka[14]
- Tajska[13] (M16A1/A2/A4)
- Tunizija[13]
- Turčija[13] (M16A1/A2/A4)
- Uganda[13]
- Združeni arabski emirati[13]
- Velika Britanija: SAS[27]
- ZDA[28]
- Urugvaj[13]
- Vietnam[13] (M16A1)